# Диллинген (Саар)
Ди́ллинген (нем. Dillingen) — город в Германии, в земле Саар.
Входит в состав района Зарлуи. Население составляет 20 808 человек (на 31 декабря 2010 года). Занимает площадь 22,07 км². Официальный код — 10 0 44 111.
Город подразделяется на 3 городских района.

## Фотографии

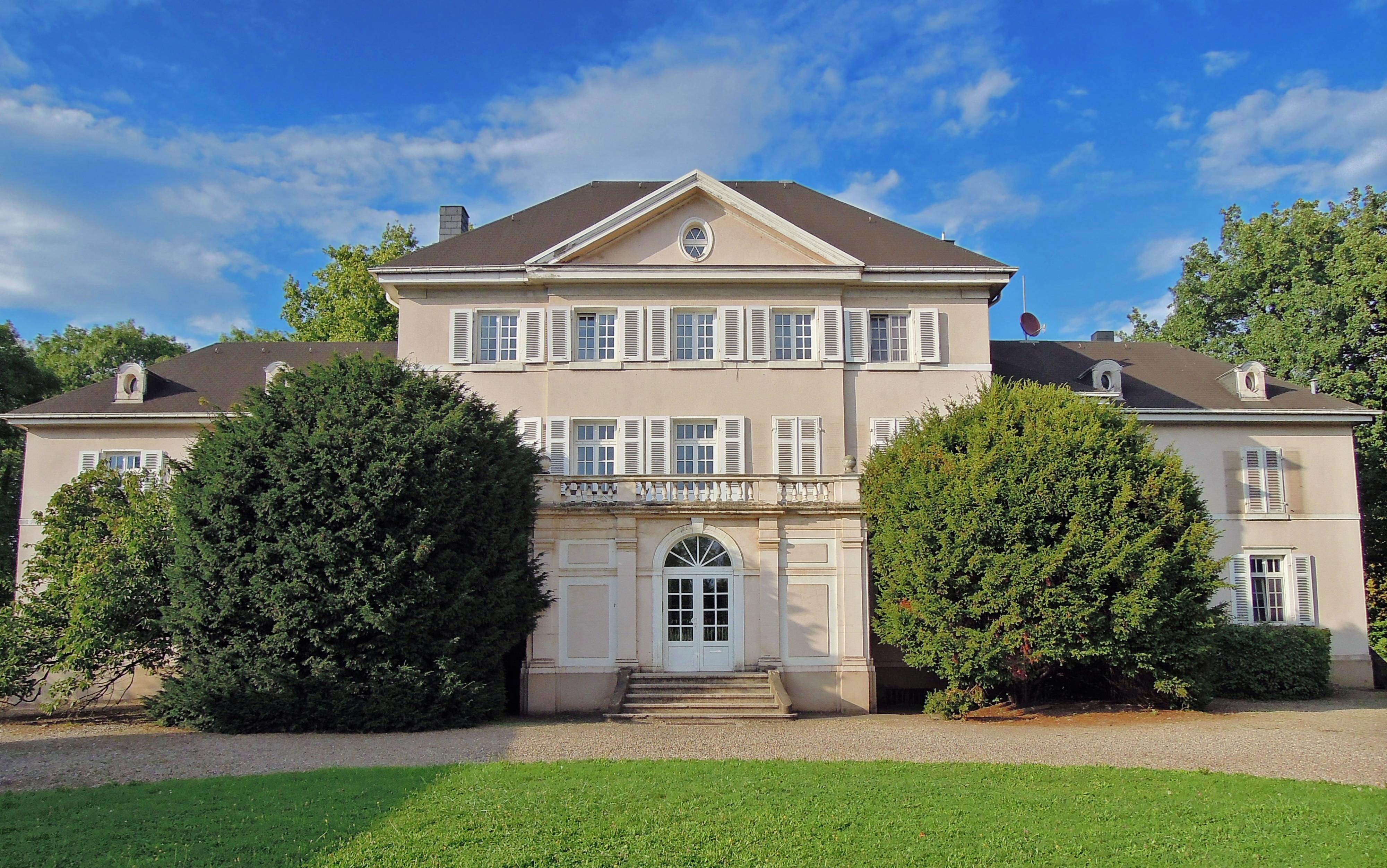
Замок
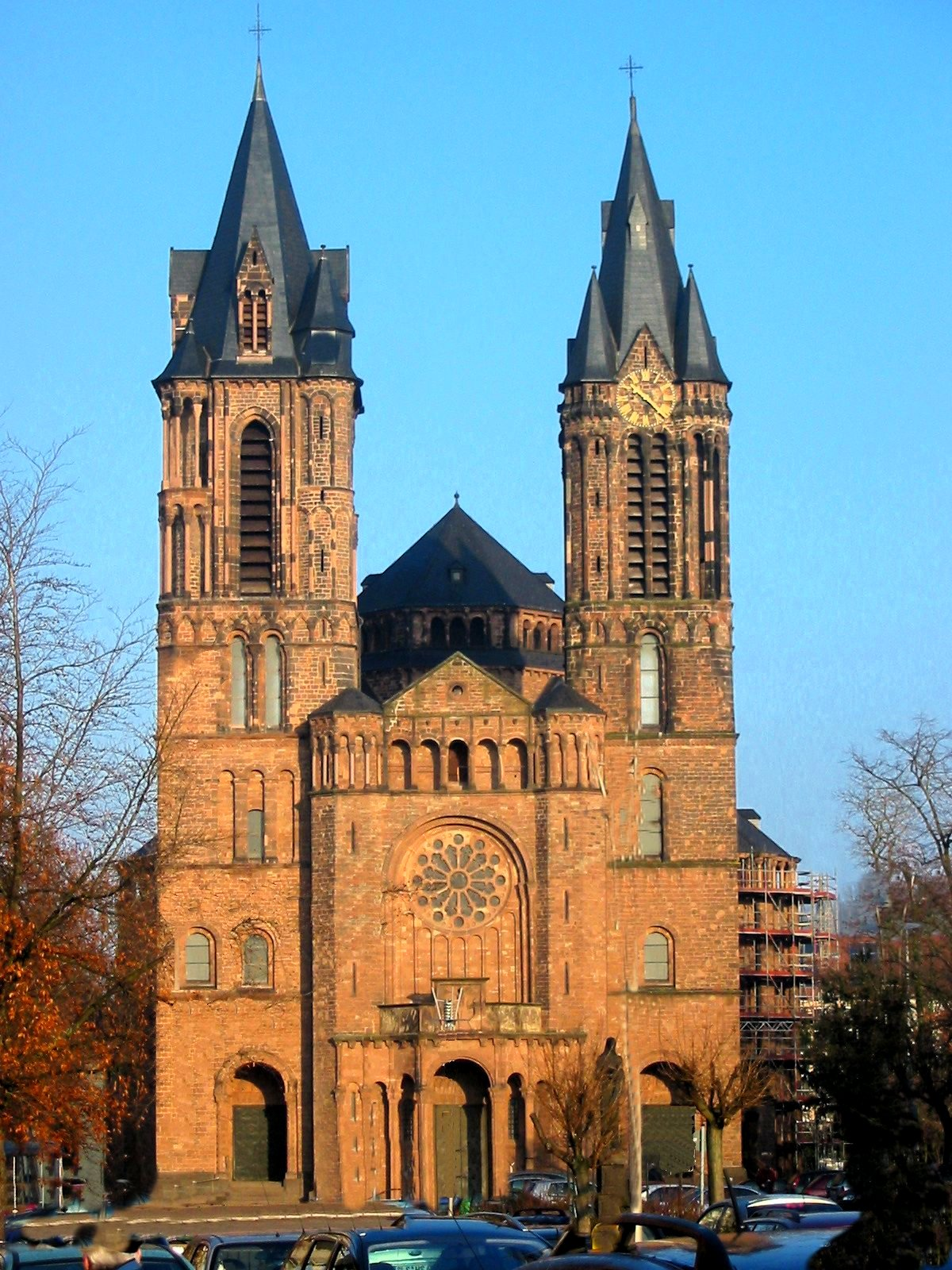
Церковь
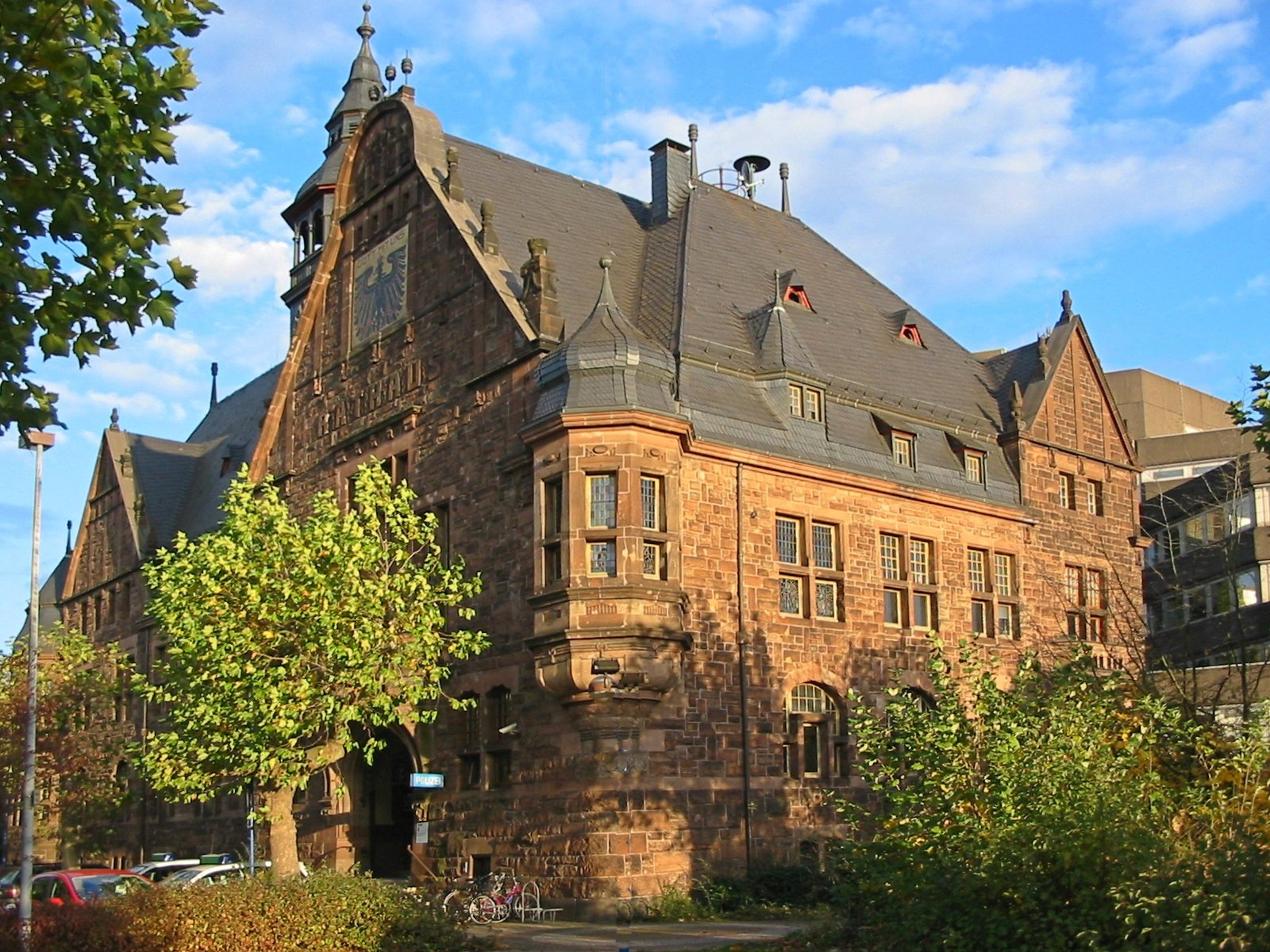
Ратуша